# Domingo Cura
Domingo Cura (Santiago del Estero, 7 de abril de 1929 - Buenos Aires, 13 de noviembre de 2004) fue un músico y bombista argentino, considerado como el percusionista más destacado de la historia de la música folklórica de Argentina. Mantuvo una estrecha relación artística con Ariel Ramírez, con Litto Nebbia, y con el intérprete de armónica Víctor Hugo Díaz, quien además era su cuñado.

## Biografía
También interpretó otros géneros, como el jazz, el bolero, la música caribeña (donde se destacaba con el bongó) y el rock nacional de Argentina (en sociedad con Litto Nebbia) .
Participó como percusionista en varios álbumes históricos de la música popular argentina como la Misa criolla (1964), de Ariel Ramírez, Folclore en Nueva Dimensión (1964), junto a Ariel Ramírez (piano) y Jaime Torres (charango), Cantata Sudamericana (1972) con Mercedes Sosa, etc. También es antológica su interpretación de El cóndor pasa, clásico peruano de Daniel Alomía Robles junto al quenista Uña Ramos.                                                                                                                                                                                                                                                                                                   
En el año 2002 participó del álbum Siempre es hoy del reconocido artista Gustavo Cerati, tocando el bombo legüero en la canción Sulky. En 2003 formó parte de la Gira Siempre es Hoy, interpretando nuevamente Sulky en el estadio Luna Park junto a Cerati.
Fue asiduo partícipe de una serie de reuniones de improvisación y experimentación folclórica informal en casa de Eduardo Lagos, bautizadas humorísticamente por Hugo Díaz como folkloréishons, que a la manera de las jam sessions del jazz, solía reunir a Lagos, Astor Piazzolla y Díaz, con otros músicos como el propio Cura, Oscar Cardozo Ocampo, Alfredo Remus y Oscar López Ruiz, entre otros.
En 1973, estuvo a cargo del sonido en la película Rock hasta que se ponga el sol de 1973, donde aparece tocando el sencillo "Vamos negro", con Litto Nebbia, con quien mantuvo una estrecha relación.
Su sobrina fue la cantante, guitarrista e integrante del grupo pop Viuda e Hijas de Roque Enroll, Mavi Díaz.

## Fallecimiento
El 13 de noviembre de 2004 falleció por un Infarto masivo en el escenario, mientras actuaba en el teatro Lola Membrives de la ciudad de Buenos Aires era invitado del espectáculo del Chico Novarro. En 1985 y 2005 recibió el Premio Konex - Diploma al Mérito, este último post mortem, como uno de los mejores instrumentistas de la década.

## Discografía

### Solista
1. Tiempo de percusión
2. Gloria
3. Al Dios de los parches
4. La percusión en el folclore argentino

### Con otros artistas (selección)
1. Folklore nueva dimensión (1964), con Ariel Ramírez (piano) y Jaime Torres (charango)
2. Misa Criolla (1964), de Ariel Ramírez
3. Cantata Sudamericana (1972), de Ariel Ramírez y Félix Luna, con Mercedes Sosa
4. Despertemos en América (1972), con Litto Nebbia
5. Octubre mes de cambios (1972), con Roque Narvaja
6. Pelo de Rata (1975), con Matias Pizarro
7. Mercedes Sosa en Argentina (1982), con Mercedes Sosa
8. Sino (1993), de Mercedes Sosa
9. Bien acompañados (1996), de Los Cantores de Quilla Huasi
10. Las aventuras de Lito Nebbia y Domingo Cura (1990s)
11. Siempre es hoy (2002), de Gustavo Cerati

## Filmografía
Intérprete
- A los cuatro vientos (2005) ... Entrevistado
- Mercedes Sosa, como un pájaro libre (1983) ... Él mismo
- El canto cuenta su historia (1976)
- Argentinísima II (1973)

Sonido
- Hasta que se ponga el sol (1973)

Música
- Vallejos, cortometraje (1972)